# S2 (astronomia)
S2 (nota anche come S0—2) è una stella situata vicino al centro della Via Lattea, in prossimità della radiosorgente Sagittarius A*, attorno alla quale orbita in un periodo di 15,56 ± 0,35 anni ad una distanza media di 134,6 au (17 ore luce). Data la recente stima di 3,7×106 M⊙ per Sgr A*, l'accelerazione di gravità massima sperimentata da S2 al pericentro della sua orbita sarebbe di circa 1,5 m/s², ossia un sesto della gravità superficiale terrestre. La sua velocità al pericentro supererebbe i 5000 km/s, rendendo S2 l'oggetto balistico più veloce attualmente conosciuto.
Il suo cambiamento di posizione apparente è stato monitorato fin dal 1995, nell'ambito dello studio per dimostrare l'esistenza di un buco nero supermassiccio al centro della Via Lattea. Nel 2004 è stata osservata gran parte della sua orbita.
Un gruppo di astronomi, principalmente del Max Planck Institute for Extraterrestrial Physics, ha utilizzato le osservazioni delle dinamiche orbitali di S2 attorno a Sgr A* per misurare la distanza dalla Terra del centro galattico, poi stimata in 7,94 ± 0,42 kpc (25 900 ± 1 400 al), stima vicina a precedenti determinazioni ottenute con altri metodi.
La lettera S in S2 indica semplicemente il termine star (inglese per "stella").
L'orbita di S2 attorno a Sagittarius A*: